# Chiesa di San Carlo Borromeo (Anversa)
La chiesa di San Carlo Borromeo, in neerlandese Sint-Carolus-Borromeuskerk, è una chiesa parrocchiale della città fiamminga di Anversa, in Belgio.
Costruita fra il 1615 e il 1621 dai gesuiti, è la più antica chiesa barocca delle Fiandre, e accoglie opere di Peter Paul Rubens.

## I gesuiti ad Anversa

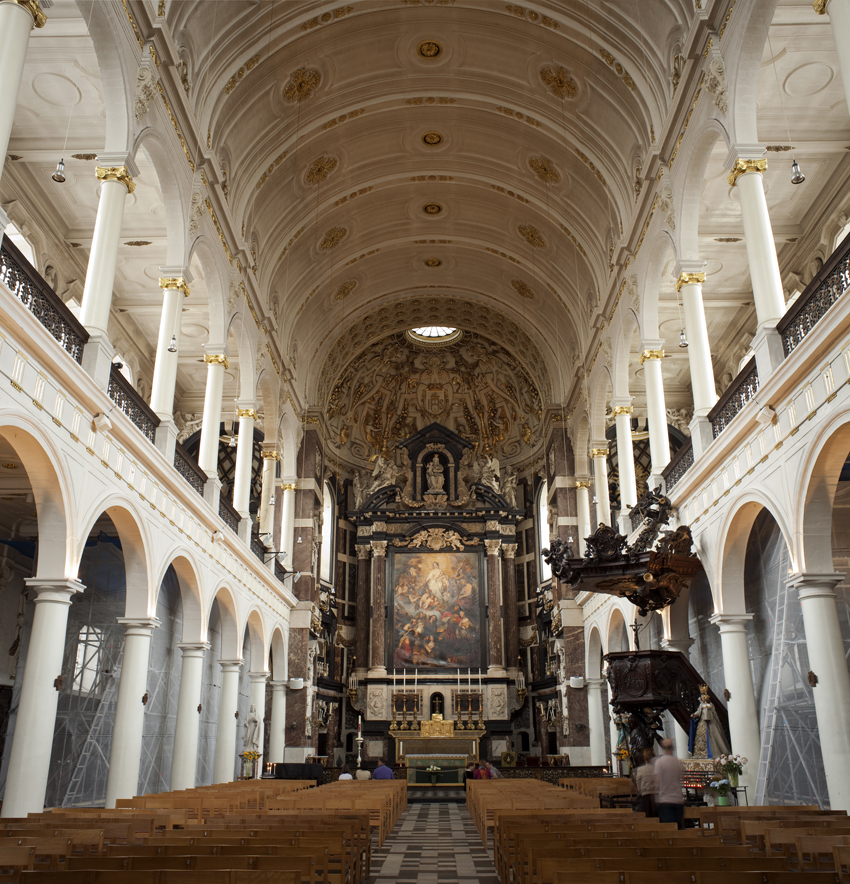
l'Interno della chiesa

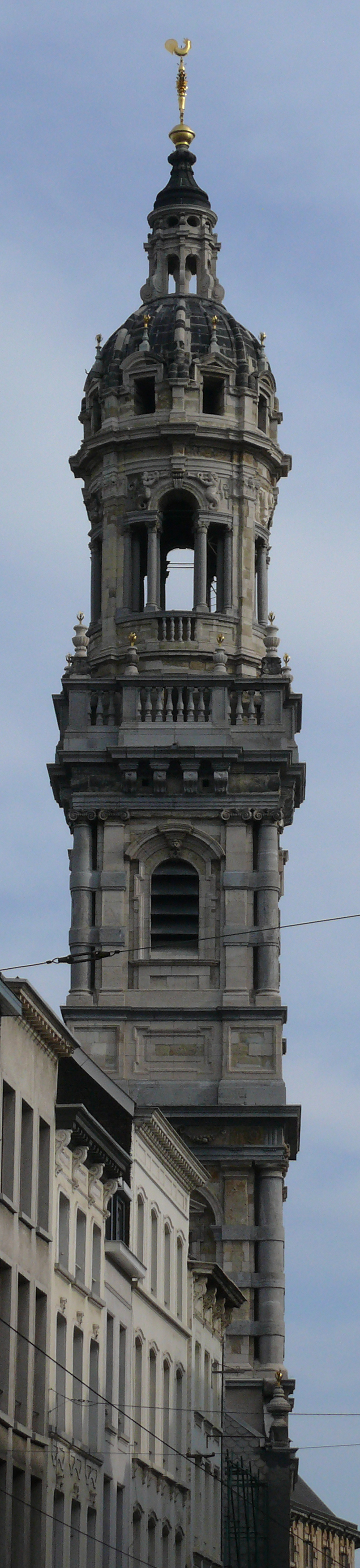
il campanile

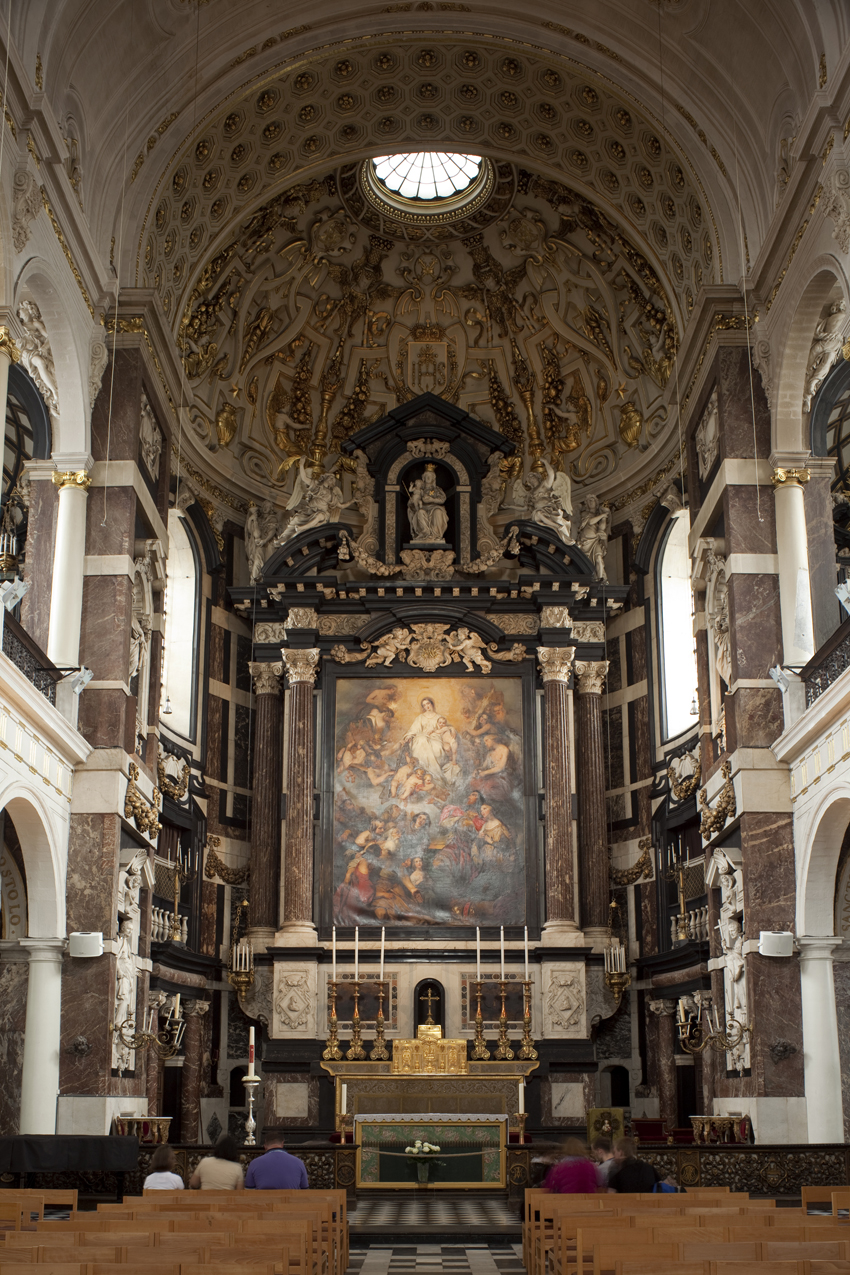
l'Altar maggiore

I primi gesuiti nelle Fiandre arrivarono, direttamente da Parigi, già nel 1542 e si insediarono a Lovanio, dove aprirono una residenza per gli studenti dell'Università Cattolica cittadina, la più antica dei Paesi Bassi meridionali. I padri arrivarono ad Anversa nel 1562 e vi aprirono un piccolo collegio nel 1574. Ben presto accrebbe a tal punto che nel 1608 si trasferirono nella Van Lyere Huis, palazzo che svolse sia il ruolo di residenza, ma anche quello di Scuola gratuita. Divenne la sede dell'Opera e della Biblioteca dei bollandisti, fondata verso il 1630 da Jean Bolland e dal suo precursore Heribert Rosweyde, e tale rimasta fino alla soppressione della Compagnia di Gesù nel 1773.

## Storia e descrizione
La chiesa fu progettata dai padri gesuiti François d'Aguilon e Pieter Huyssens e costruita tra il 1615 e il 1621, è la prima chiesa barocca delle Fiandre.
In origine dedicata a sant'Ignazio di Loyola, fondatore dell'Ordine dei gesuiti, la chiesa è uno strumento tipico della Controriforma, atto a meravigliare la gente per riportarla o riaffezionarla alla Chiesa cattolica, e dove i gesuiti hanno svolto un ruolo di primo piano. La facciata, che si ispira a quella della Chiesa del Gesù di Roma, la chiesa madre dei gesuiti, ma otto metri più alta, la si vuole disegnata da Rubens. Presenta una pianta basilicale a tre navate con matronei e coro sormontato da campanile.
Nel corso del Seicento furono commissionati a Peter Paul Rubens e Antoon van Dyck diversi dipinti e pale d'altare per la decorazione della chiesa. Inoltre il 29 marzo 1620 il prevosto del noviziato, padre Tirinus Jacobus o Tirini Jacobi  teologo, storico e studioso della Bibbia, firmò un contratto con Rubens per la realizzazione di un ciclo d'affreschi che decorasse la volta della chiesa.  Rubens realizzò trentanove schizzi preparatori e fu poi aiutato dal suo allievo van Dyck nella realizzazione. Il 18 luglio 1718 un fulmine cadde sulla chiesa e provocò un grande incendio. L'interno fu pesantemente danneggiato, le colonne marmoree dei matronei rovinate e gli affreschi del soffitto perduti per sempre. Dopo l'incendio la chiesa venne restaurata mantenendo tuttavia un ambiente molto più sobrio, progettato da Jan Pieter van Baurscheit il Vecchio.
Due grandi cappelle sono annesse alle navate laterali, dedicate l'una a sant'Ignazio e l'altra alla Vergine Maria. Quest'ultima, la più ricca, risale al 1621 e mostra l'opulenza che avrebbe avuto la chiesa prima dell'incendio.
Con la soppressione dell'Ordine di Gesù nel 1773, la chiesa divenne parrocchiale e fu riconsacrata a san Carlo Borromeo.
Tra il 1816 e il 1830 il re Guglielmo I passò la chiesa al calvinismo e trasformò l'edificio secondo le esigenze della Chiesa riformata.
Il restauro degli anni 1980 riporta la chiesa allo stile barocco.

## Opere maggiori
- L'altar maggiore è dotato di due pale Pala della Croce di Gerard Seghers (1591-1651) e una Incoronazione della Vergine di Cornelis Schut I, del 1630. Grazie ad un ingegnoso sistema di carrucole (presente in varie chiese gesuitiche) si possono alternare quattro pale sull'altare, a seconda delle liturgie. Le due opere rimanenti ancora funzionano con lo stesso sistema. In precedenza vi erano altre due altre pale, I miracoli di sant'Ignazio di Loyola e I miracoli di san Francesco Saverio, opere di Rubens, oggi al Kunsthistorisches Museum di Vienna.
- I confessionali, settecenteschi, sono ornati con statue a grandezza naturale di angeli e personaggi che ripercorrono i grandi temi delle chiamate cristiane: il perdono dei peccatori, il buon samaritano, il figliol prodigo, la morte ecc
- Il pulpito, settecentesco, sostenuto dalla personificazione femminile della Chiesa che trionfa sull'Eresia, reca 12 scene della Vita della Vergine Maria.

## Galleria d'immagini

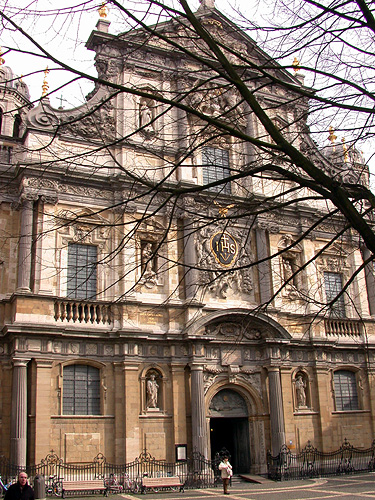
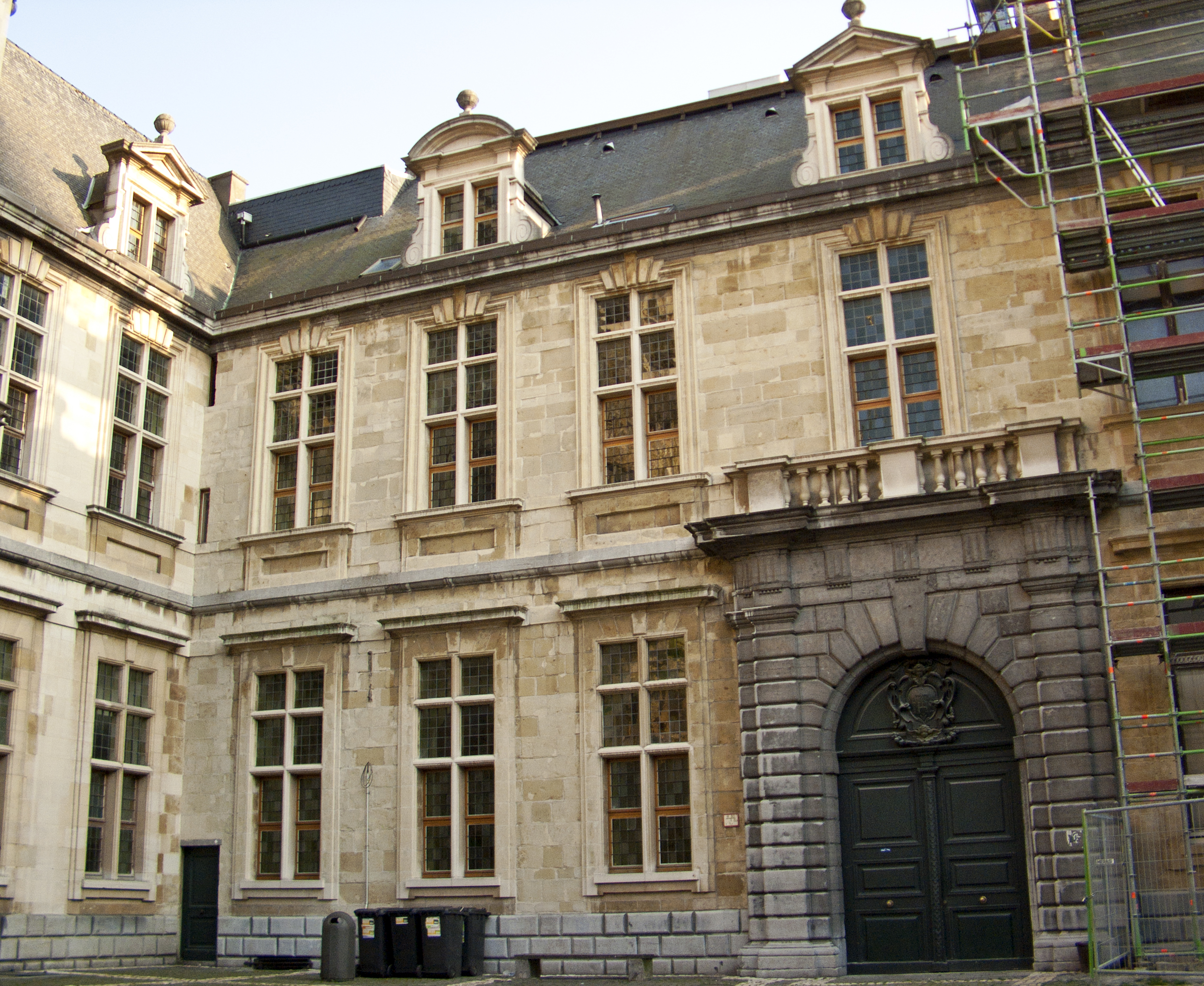
l'antico Collegio gesuitico annesso
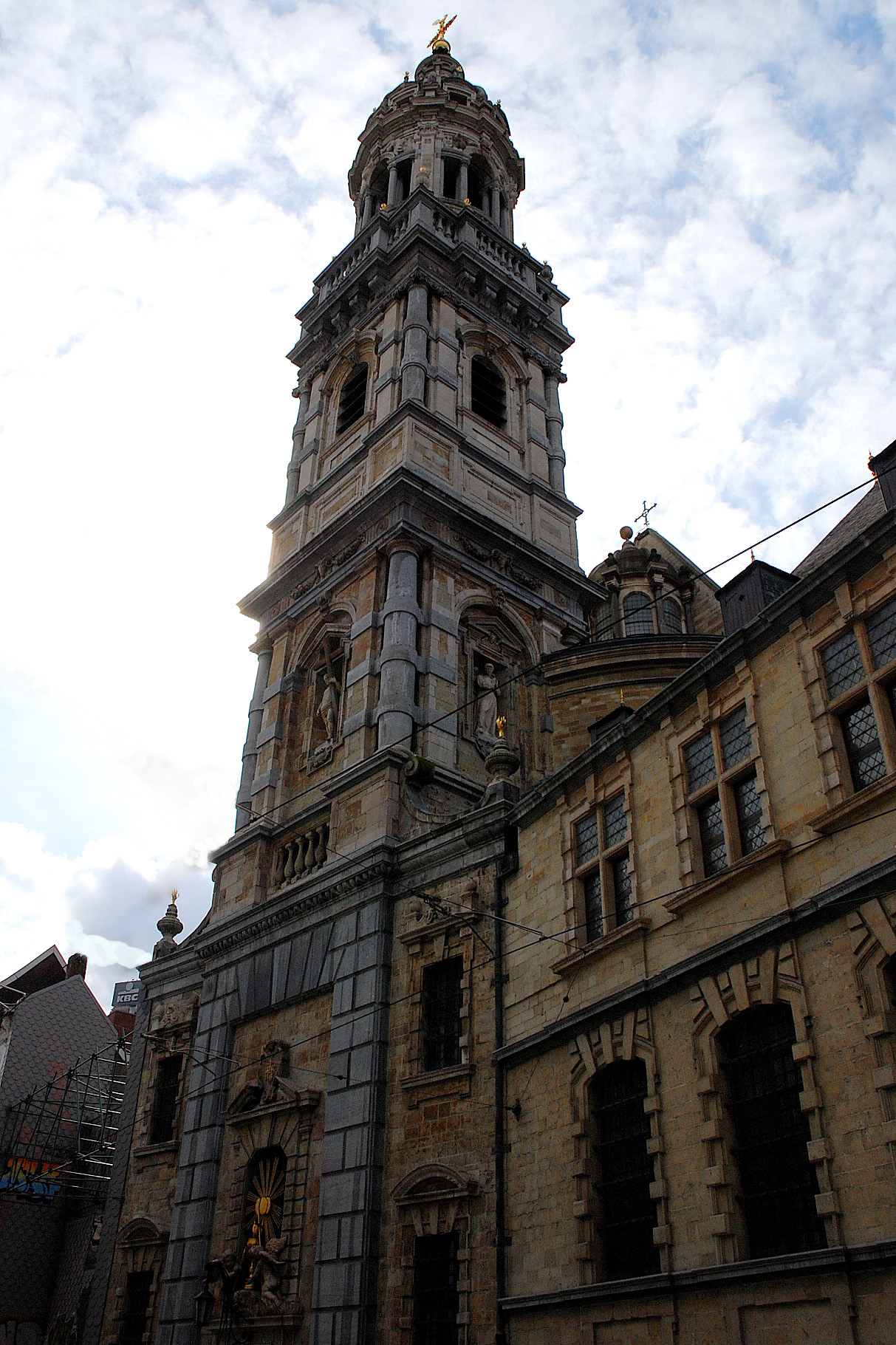
il coro col campanile
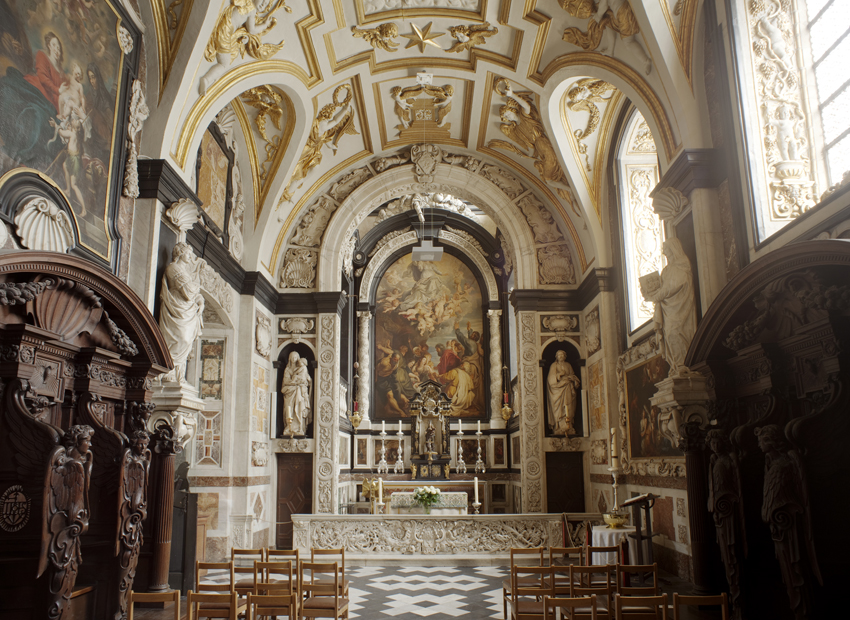
la Cappella della Vergine, del 1621.
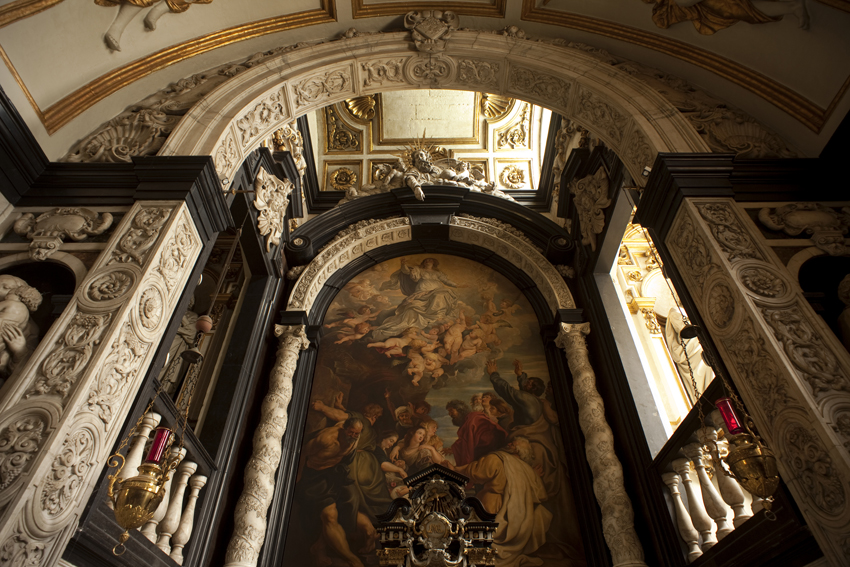
particolare della Cappella della Vergine
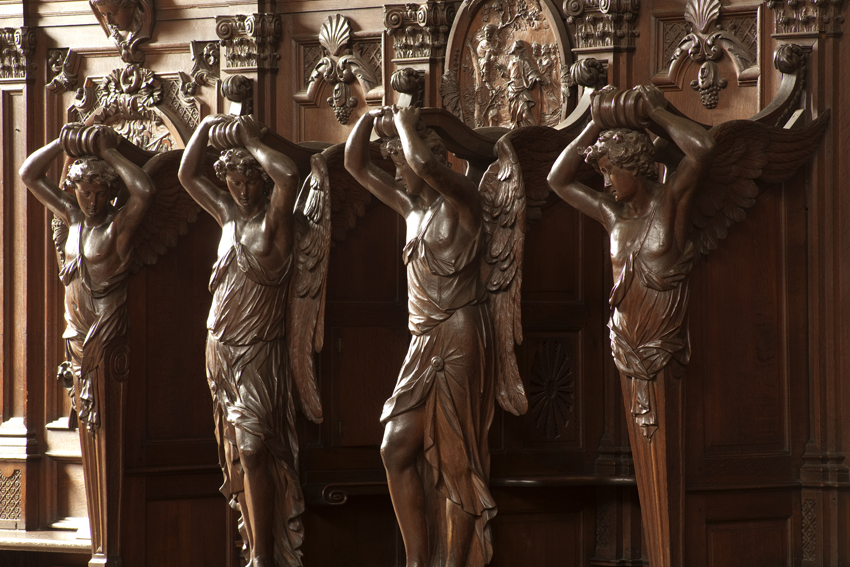
il prezioso mobilio settecentesco